# 孔雀木
孔雀木（学名：Plerandra elegantissima）为五加科洋鹅掌柴属下的一个种。原产澳大利亚、太平洋群岛.